# Джордж Батлер, 5-й маркиз Ормонд
Джеймс Джордж Энсон Батлер (англ. James George Anson Butler, 5th Marquess of Ormonde; 18 апреля 1890 — 21 июня 1949) — ирландский аристократ и британский пэр, 5-й маркиз Ормонд и 23-й граф Ормонд (1943—1949).

## Биография
Родился 18 апреля 1890 года. Старший сын Джеймса Артура Веллингтона Фоли Батлера, 4-го маркиза Ормонда (1849—1943), и американской наследницы Эллен Стагер (ум. 1951), дочери генерала и миллионера Энсона Стагера. Учился в школе Хэрроу (Харроу, Лондон).
После смерти своего дяди, Джеймса Батлера, 3-го маркиза Ормонда (1844—1919), Джордж Батлер, ставший лордом Оссори, унаследовал родовое семейное гнездо, замок Килкенни, и несколько других имений, которыми традиционно владели маркизы и графы Ормонд. Его отец, Артур Батлер, 4-й маркиз Ормонд, пользовался финансовой поддержкой своей американской жены Эллен Стагер.
Джордж Батлер, лорд Оссори, был последним членом семьи Батлер, который проживал в замке Килкенни. Он и его семья покинули замок Килкенни в 1935 году и поселились в Лондоне. Имущество замка было продано в 1935 году, а сам замок оставался неиспользованным.
4 июля 1943 года после смерти своего отца Джордж Батлер унаследовал титулы 5-го маркиза Ормонда, 23-го графа Ормонда, 17-го графа Оссори, 15-го виконта Терлса и 5-го барона Батлера.
Джордж Батлер, 5-й маркиз Ормонд, скончался 21 июня 1949 года в возрасте 59 лет. Его состояние было оценено в 26 884 фунтов стерлингов. Его титулы унаследовал его младший брат, Артур Батлер, 6-й маркиз Ормонд.

## Брак и дети
23 февраля 1915 года он женился на достопочтенной Сибил Инн Милдред Феллроуз (24 октября 1888 — 18 мая 1948), дочери Уильяма Генри Феллоуза, 2-го барона де Рамсей, и леди Розамунд Феллоуз, баронессы де Рамсей. У них было двое детей:
- Джеймс Энтони Батлер, виконт Терлс (18 августа 1916 — 8 мая 1940), погиб во Второй мировой войне, служил водителем в Королевском армейском корпусе[англ.][4]. Не женат
- леди Мойра Розамонд Батлер (2 декабря 1920 — 26 мая 1959), 1-й муж (с 1940 года): Чарльз Роберт Сесил Уэлд-Форестер (1919—1988), развелись в 1948 году. 2-й муж (с 1948 года): граф Гай Жак ван дер Стин де Жеэ. Дети:
  - Пирс Уэлд-Форестер (1946—1977)
  - Джерард ван де Стин (род. 1949)

Матерью леди Ормонд была леди Розамонд Спенсер-Черчилль (1848/1852 — 1920), дочь Джона Спенсера-Черчилля, 7-го герцога Мальборо, тетка Чарльза Спенсера-Черчилля, 9-го герцога Мальборо (который был женат на самой известной американской наследнице, Консуэло Вандербильт) и сестрой лорда Рэндольфа Черчилля, отца будущего премьер-министра Великобритании Уинстона Черчилля. Леди Ормонд была первой кузиной Уинстона Черчилля.
Джордж Батлер участвовал в Первой мировой войне, где был ранен. Получил чин майора лейб-гвардии. Занимал пост заместителя лейтенанта графства Килкенни.
Леди Мойра Батлер первым браком стала женой Чарльза Уэлд-Форестера, сына достопочтенного Эдрика Уэлд-Форестера и внука 5-го барона Форестера из Уилли-Парка, 20 апреля 1940 года. У них был один сын Пирс Эдрик Уэлд-Форестер. Супруги развелись в 1948 году, а 3 августа того же года она вышла замуж за бельгийского дворянина, графа Гая Жака ван дер Стина де Жеэ.

## Титулы и стили
- 18 апреля 1890 — 26 октября 1919 года: «Мистер Джеймс Джордж Энсон Батлер»
- 26 октября 1919 — 4 июля 1943 года: «Граф Оссори»
- 4 июля 1943 — 21 июня 1949 года: «Достопочтенный Маркиз Ормонд».